# Звичайна шерстиста мавпа
Звичайна шерстиста мавпа, коричнева шерстиста мавпа або шерстиста мавпа Гумбольдта  ( Lagothrix lagothricha ) — шерстиста мавпа з Колумбії, Еквадору, Перу, Болівії, Бразилії та Венесуели. Живе групами від двох до 70 особин, зазвичай розбиваючись на менші підгрупи під час годівлі.

## Таксономія
Систематика звичайної шерстистої мавпи все ще обговорюється. Дослідження 2014 року показало, що рід Lagothrix складається лише з двох видів: L. lagothrica та L. flavicauda, причому L. lagothrica містить п’ять підвидів. Результати цього дослідження були використані Американським товариством маммалогів і Червоним списком МСОП.  
Відомі підвиди:
- Сіра шерстиста мавпа, L. l. cana
- Звичайна шерстиста мавпа, L. l. lagothrica (типовий підвид)
- Колумбійська шерстиста мавпа, L. l. lugens
- Срібляста шерстиста мавпа, L. l. поеппігії
- Перуанська шерстиста мавпа, L. l. tschudii

## Опис

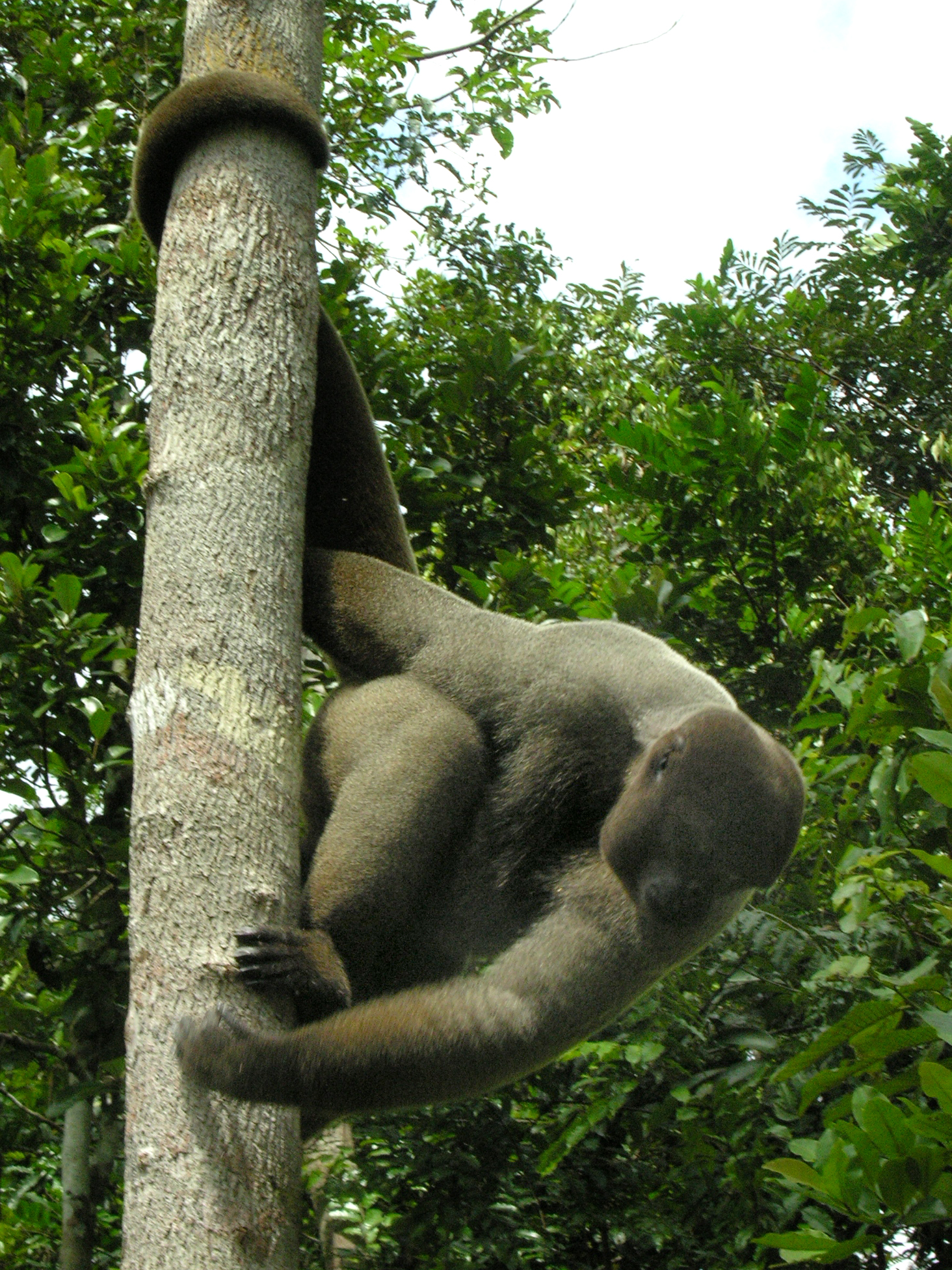
Сіра шерстиста мавпа в Бразилії

Звичайні шерстисті мавпи — це порівняно, з більшістю інших приматів, великі мавпи, що живуть на деревах. Довжина тіла 40 - 60 см, довжина хвоста від 55 до 75 см, вага від 5,5 до 8,9 кг. Всупереч своїй назві, вони також можуть бути коричневого, сірого або чорного відтінків. Обличчя без шерсті, як правило, чорне. Більшість самців шерстистих мавп більші за самиць і мають більші ікла. Звичайні шерстисті мавпи ведуть денний спосіб життя.

## Поширення і середовище проживання
Звичайна шерстиста мавпа поширена у верхній частині басейну Амазонки в Південній Америці, від Ріо-Тапахос у Бразилії до східного Перу, Еквадору та Колумбії, з розпорошеними популяціями на північ до Венесуели. Раніше вони також зустрічалися в Болівії, однак, ймовірно, вони були винищені мисливцями. 

## Дієта
Звичайні шерстисті мавпи всеїдні, але в основному надають перевагу плодам з великим вмістом цукру і низьким вмістом жирів. Особливо вони полюбляють фрукти з сімейств Fabaceae (бобові), Moraceae (інжир), Convolvulaceae і Sapotaceae. У періоди дефіциту  фруктів переважно харчуються листям та комахами. Самки з малюками, як правило, їдять більше листя, швидше за все тому, що листя містить більше білка, який допомагає самиці виробляти більше молока. Також помічено, що молоді мавпи їдять більше членистоногих, ніж інші члени групи.

## Кормова поведінка
Мавпи цього виду витрачають багато часу на пошуки їжі, долаючи приблизно 2 км на добу.  Було виявлено, що самки з потомством були більш ефективними у добуванні їжі, ніж молодняк і дорослі самці. Конкуренція під час годівлі призводить до відтіснення молодих особин від дерев з фруктами, дорослими самцями та самками з потомством. Через це молоді особини більше харчуються членистоногими та листям.

## Ареал і угруповання
Зустрічаються в тропічних лісах, зазвичай у кронах найвищих дерев, хоча їх також можна знайти в чагарнику. У певні сезони групи часто потрапляють у затоплені ліси через більшу концентрацію в них плодових дерев.

## Статус популяції та охорона
МСОП класифікує звичайну шерстисту мавпу як вразливий вид. Чисельність виду постійно скорочується по всьому ареалі, у тому числі і на охоронюваних територіях.
Діяльність людини є найбільшою загрозою для цього виду, зокрема будівництво нових автомагістралей через амазонські ліси та пов’язане з цим збільшення активності людини, такою як вирубка лісів. Дороги відкривають доступ до лісів, сприяючи збільшенню полювання та допомагаючи людям заселяти нові території. Полювання в основному здійснюється корінними громадами. Великі розміри роблять коричневу шерстисту мавпу дуже бажаною здобиччю для мисливців.  Окремі особини також можуть продаватися на місці як домашні тварини. Дитинчат можна продати приблизно за 80 доларів США. Зменшення популяції шерстистих мавп може мати широкий вплив на екосистему через їхню функцію розповсюджувачів насіння. 